# Lesena cerkev v Heddalu
Lesena cerkev v Heddalu (bokmål Heddal stavkirke, nynorsk Heddal stavkyrkje) je župnijska cerkev Norveške cerkve v občini Notodden v okrožju Vestfold og Telemark na Norveškem. Stoji v vasi Heddal. To je cerkev za župnijo Heddal, ki je del Øvre Telemark prosti (dekanije) v škofiji Agder og Telemark. Lesena troladijska cerkev je bila zgrajena v zasnovi kot dolga cerkev okoli leta 1200 po načrtih neznanega arhitekta. Cerkev sprejme približno 180 ljudi.
Cerkev je ena od 28 ohranjenih cerkva na Norveškem in velja za največjo med cerkvami na stebrih. Zgrajena je bila v celoti iz lesa v začetku 13. stoletja in je bila posvečena Devici Mariji. Po reformaciji je bila cerkev v zelo slabem stanju. Večja obnova stavbe je potekala v letih 1849–1851. Ker pa restavratorji niso imeli potrebnega znanja in veščin, je bila v 1950-ih potrebna ponovna obnova. Notranjost je zaznamovala doba po reformaciji 1536–1537 in je v veliki meri posledica obnove v 50. letih 19. stoletja.
Lesena cerkev v Heddalu je priljubljena turistična atrakcija in je odprta za javnost v poletni sezoni. Cerkev je še vedno v uporabi in ostaja priljubljen kraj za poroke. V 19. stoletju je postala ena prvih cerkva s stebri, ki je bila predstavljena v znanstveni publikaciji, opisana in upodobljena na eni od ilustracij Johannesa Flintoeja.

## Arhitektura
Izdelana iz lesa navadnega bora, cerkev je podprta z nosilnimi stebri (leseni drogovi), ki stojijo na kamnitih temeljih. Da bi okrepili masivno strukturo, se v notranjih drogovih izmenjujejo kratki in celo dolgi.[10] Kot hibridna cerkev je Heddalova ladja podobna tako cerkvam v slogu Borgund s svojim visokim osrednjim načrtom kot tudi dolgim arkadnim ladjam skupine Kaupanger: kot je razvidno iz Heddalovega kora, ki ima šest prostih jamborov. Čeprav je kor ostal, so bili njegovi stebri odstranjeni skupaj z vpisanimi besedili.
Zunaj cerkvene fasade so bile vratne odprtine s trakovi prepletenimi portali. Od katerih so štirje ostali dokaj nedotaknjeni. Vendar pa eden od teh portalov, razen črtne risbe, ne obstaja več. Sprva so ti portali delovali kot tematska ločitev med notranjostjo – ki je podobna začetku krščanstva, in zunanjostjo – spominjajoč na konec poganstva. Za razliko od fasad starejših cerkva s stebri, ki imajo poganske zmaje na višjem položaju kot njihovi krščanski primerki, Heddalova uporablja krščanske simbole na višji ravni, saj je bila zgrajena po tem, ko se je vpliv krščanstva razširil po Norveški.
Običajno se znotraj stavbe med mesecem oktobrom in majem cerkev segreje na približno 5 °C z neprekinjenim blagim ogrevanjem. Tovrstno ogrevanje se izvaja zaradi ohranjanja. V notranjosti cerkvenega kora in ladje so bili najdeni ostanki srednjeveških stenskih poslikav, preslikanih z dekorjem iz 17. stoletja. Do leta 2008–2010 so bile temperirane poslikave prenovljene v izvirne srednjeveške oblike, ki so bile po slogu podobne tistim v cerkvi iz Torpa – kar je pokazalo povezavo med njihovimi figurativnimi in okrasnimi oblikami. Čeprav temeljitejša raziskava cerkvenega arheološkega najdišča še ni bila opravljena, je ne glede na njeno izkrčenje in obnovo pod cerkvijo morda še nekaj ostankov prvotne kulturne plasti.

## Zgodovina
Najzgodnejši obstoječi zgodovinski zapisi o cerkvi segajo v leto 1315, vendar to ni leto izgradnje. O izvoru cerkve je veliko negotovosti. Zgodovinski zapisi se razlikujejo glede na datume od leta 1147 do leta 1300. Dendrokronološko datiranje je pokazalo precej negotove rezultate, vendar datirajo cerkev med letoma 1086 in 1196, vendar vzorci niso bili popolni, zato datumi morda niso točni. V koru cerkve je tudi nekaj runskih napisov, ki bi jih lahko razlagali tako, da pravijo, da je bil kor zgrajen leta 1167 in je deloval kot cerkev, dokler ni bila zgrajena ladja približno 95 let kasneje sredi 13. stoletja. Druga teorija pravi, da je na istem mestu obstajala starejša cerkev, ki je bila zamenjana v 13. stoletju, nova stavba pa je ponovno uporabila nekaj lesa iz prejšnje stavbe. Prevladujoče teorije na splošno pravijo, da je bila cerkev verjetno zgrajena nekje okoli leta 1200. Ko je bila cerkev prvič zgrajena, je bila znana kot cerkev Hitterdal ali cerkev Ryen v Hitterdalu, s starim imenom za Heddal in lokalno kmetijo Ryen.
Cerkev je po reformaciji močno propadla. Cerkev je bila v 17. stoletju malo prenovljena, da bi popravili stavbo in dodali raven strop v cerkvi. Leta 1723 je bila cerkev prodana med norveško cerkveno prodajo, ko je kralj prodal cerkve na Norveškem za poplačilo dolgov iz velike severne vojne. Cerkev je bila takrat v lasti zasebnega lastnika, ki je bil odgovoren za vzdrževanje stavbe.
Leta 1814 je ta cerkev služila kot volilna cerkev (norveško valgkirke). Skupaj z več kot 300 drugimi župnijskimi cerkvami po Norveški je bilo volišče za volitve v norveško ustavodajno skupščino leta 1814, ki je napisala norveško ustavo. To so bile prve državne volitve na Norveškem. Vsaka cerkvena župnija je bila volilna enota, ki je izvolila ljudi, imenovane 'elektorji', ki so se kasneje sestali v vsakem okrožju, da bi izvolili predstavnike za skupščino, ki naj bi se sestala v Eidsvollu kasneje istega leta.
Do sredine 19. stoletja je bila cerkev v zelo slabem stanju in načrtovana je bila večja prenova. V letih 1848–1851 je bila cerkev prezidana po načrtih Johana Henrika Nebelonga. Ta obnova je bila kasneje močno kritizirana. To je bila ena prvih večjih obnov srednjeveške stavbe in med arhitekti na splošno in novoustanovljenim Društvom za ohranjanje starodavnih norveških spomenikov, ki je odobrilo načrte, ni bilo veliko izkušenj in razumevanja o gradnji lesenih cerkva. Notranjost je po prezidavi delovala v izrazito empir slogu, včasih pa je prihajalo do večjih gradbenotehničnih težav zaradi vlage in glivičnih poškodb.
Nekaj več kot stoletje kasneje v 1950-ih so bile spremembe v Nebelongu razveljavljene in cerkev je bila obnovljena, da bi bila bolj podobna prvotni. To obnovo sta vodila Gudolf Blakstad in Herman Munthe-Kaas. Spremembe so bile precej drastične in so vključevale tudi veliko strukturnih popravil, vključno z zamenjavo številnih starih stebrov. Štiri vogalne doge ladje in poldeske stene so še originalne, zamenjani pa so bili temelji, pragovi in ležišča. Večji deli ladje so izdelani iz novih materialov (originalna sta le dve vmesni dogi in nekaj ločnih kolen). Tudi strešna konstrukcija je ob tej obnovi dobila današnjo zasnovo.
Stara lesena cerkev nima vgrajenega ogrevalnega sistema, velika nihanja temperature pa več stoletij starem lesu niso dobra. Ker je stara cerkev še vedno delujoča župnijska cerkev, je v uporabi vse leto. Leta 1993 so stari skedenj na zemljišču župnišča prezidali, da bi ga pozimi lahko uporabljali kot cerkev. Skedenjska »cerkev« je bila imenovana Låvekirken in v njej so župnijski uradi, pozimi pa ima velik prostor za srečanja občestva. Staro leseno cerkev uporabljajo ob lepem vremenu in stavbo zdaj ogrevajo le na največ 8 °C.

## Legenda
Obstaja legenda, ki govori o gradnji cerkve in kako je bila zgrajena v treh dneh. Pet kmetov (Raud Rygi, Stebbe Straand, Kjeik Sem, Grut Grene in Vrang Stivi) iz Heddala je naredilo načrte za cerkev in odločili so se, da jo dajo zgraditi.
Nekega dne je Raud Rygi (eden od petih mož) srečal tujca, ki je bil pripravljen zgraditi cerkev. Neznanec pa je za opravljanje posla postavil tri pogoje, od katerih mora biti eden izpolnjen, preden bo cerkev dokončana. Raud je imel tri možnosti: prinesti sonce in luno z neba, se odreči svoji življenjski krvi ali uganiti ime tujca.
Raud je mislil, da se zadnja ne bo izkazala za pretežko, zato se je strinjal s pogoji, vendar je začelo zmanjkovati časa. Ves gradbeni material je prispel v prvi noči in zanimivo je, da je bil zvonik zgrajen v drugi noči. Raudu je postalo jasno, da bo cerkev dokončana tretji dan. Raud se je v srcu in v strahu za svoje življenje sprehodil po poljih in poskušal ugotoviti, kako bi lahko bilo neznancu ime. Ko je še vedno taval, je nezavedno prispel do Svintrubergeta (skalni hrib jugovzhodno od mesta cerkve), ko je nenadoma zaslišal čudno, a najlepšo in jasno slišno žensko pesem:
| English | Norwegian |
| --- | --- |
| Jutri nam bo Finn prinesel Luno. Kamor gre on, propade sonce in krščanska kri. Otroke pripelje k pesmi in igri. A zdaj otroci moji, spite varno in zdravo.< br /> | I morgen kommer Finn og bringer oss maanen der han kommer forgaar sol og kristenblod lokker barna til sang og spel men nå mine små, sov stille og vel |

Zdaj je Raud vedel, kaj mora storiti, saj je bil neznanec gorski trol. Kot je bilo pričakovano, je neznanec naslednji dan obiskal Rauda, da bi predstavil cerkev. Skupaj stopita do cerkve in Raud stopi do enega od stebrov, ga objame, kot da bi ga hotel poravnati, in reče: »Hej Finn, ta steber ni raven!« Finn zabrusi nazaj: »Lahko bi bil še bolj upognjen!« nato pa naglo zapusti cerkev. Raud je kljub vsemu razrešil uganko. Neznancu je bilo ime Finn in živel je na gori Svintru. Finn, poznan tudi kot Finn Fairhair ali Finn Fagerlokk, trol, pozneje ni prenesel zvoka cerkvenih zvonov, zato se je skupaj z družino preselil v Himing (Lifjell).
Po legendi je bil isti trol odgovoren tudi za gradnjo stolnice Nidaros, cerkve Avaldsnes in stolnice v Lundu.

## Galerija
- Heddalska cerkev, nekje med 1890 in 1900
- Notranjost cerkve
- Vzvratni pogled
- Heddalska cerkev, Johannes Flintoe, 1828
- Slika v Le Monde Illustré, 1871
- Fotografija Axela Lindahla, 1880-1890
- Tloris cerkve, 1837